# Perales (Spagna)
Perales è un comune spagnolo di 153 abitanti situato nella comunità autonoma di Castiglia e León, comarca di Tierra de Campos.